# Siegbert Tarrasch
Siegbert Tarrasch (Breslau, Prusia, 5 de marzo de 1862-Múnich, Alemania, 17 de febrero de 1934) fue un médico y destacado ajedrecista, uno de los más influyentes entre finales del siglo XIX e inicios del siglo XX. Fue teórico del ajedrez, contribuyó a asimilar y refinar las enseñanzas de Wilhelm Steinitz, con lo que el juego experimentó un progreso importante.

## Biografía

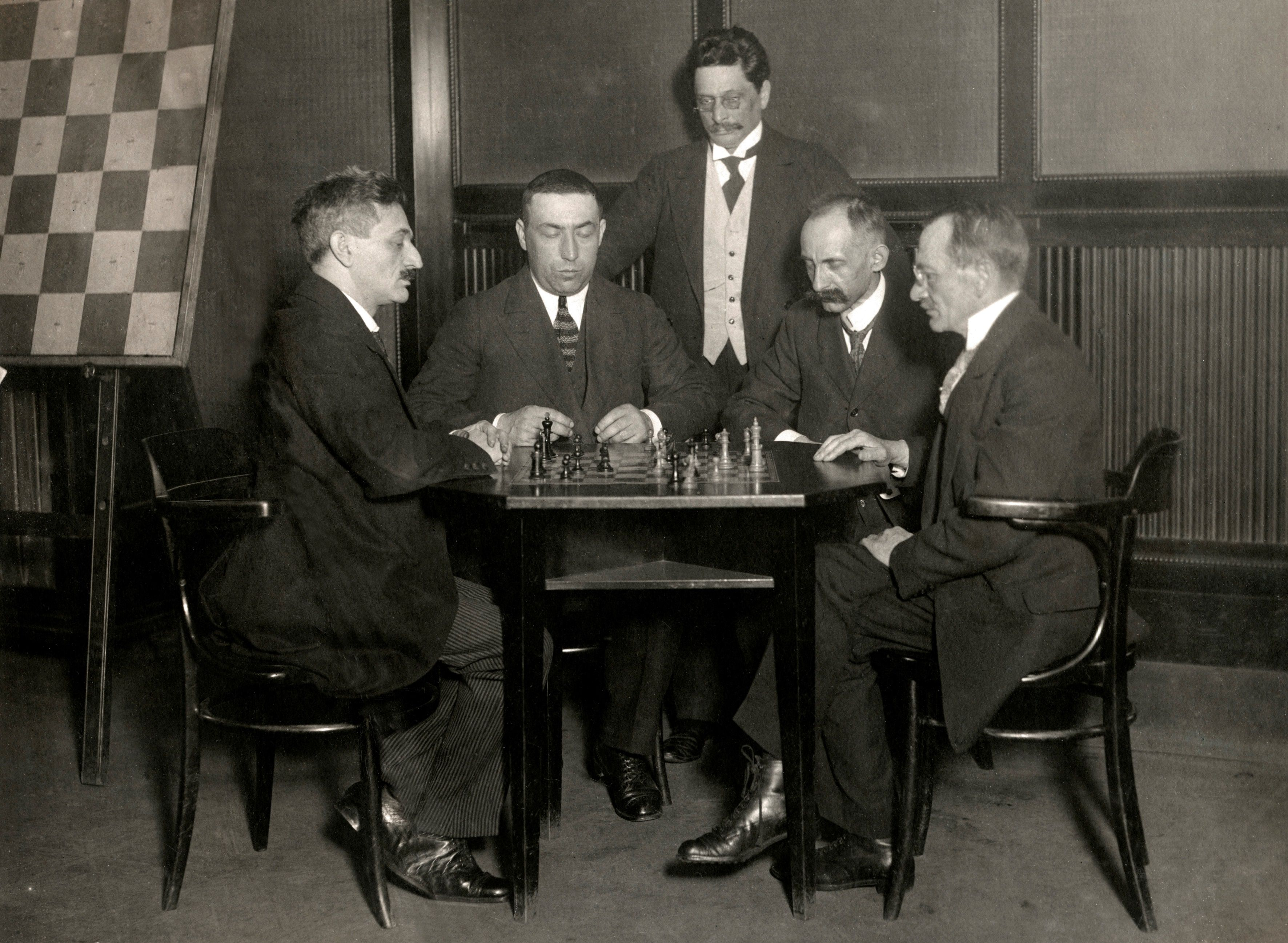
Torneo de Ajedrez en Berlín 1918. De izquierda a derecha: Emanuel Lasker, Akiba Rubinstein, Bernhard Kagan, Carl Schlechter y Siegbert Tarrasch.

Nació en Breslau, en la provincia de Silesia, del Reino de Prusia. Demostró enseguida tener una inteligencia por encima de la media, pues con cuatro años sabía ya leer y escribir. Después de terminar la escuela en 1880, estudió Medicina en Berlín y en la universidad Martin Luther de Halle-Wittenberg. Se mudó, junto a su familia, a Núremberg, Baviera, y más tarde a Múnich, estableciendo en esta ciudad su consulta médica.
En su localidad natal encontró varios clubes de ajedrez. Comenzó a disputar torneos en la década de 1870 y aunque jugaba como aficionado, pronto demostró su talla mundial. Durante la siguiente década ganó varios torneos destacados: el de Núremberg en 1888, Breslau en 1889; Mánchester, 1890; Dresde en 1892 y en 1894 en Leipzig.
En 1892 tuvo la oportunidad de disputar en La Habana un encuentro por el título mundial. Tarrasch rechazó participar debido a las exigencias de su práctica médica. No obstante, empezó el nuevo siglo con gran fuerza, venciendo en los torneos de Montecarlo en 1903 y Ostende de 1907. Entremedias, derrotó a Frank Marshall, aspirante en este último año al campeonato del mundo. Fue reconocido en esta época «campeón mundial de torneos».
En 1908 se enfrenta a Emanuel Lasker por la corona mundial. Cae, sin embargo, derrotado con un contundente 10'5-5'5. Esta derrota no impidió a Tarrash permanecer como uno de los jugadores más fuertes del mundo al menos hasta 1914. Fue este año cuando obtuvo el último de sus grandes resultados, con un cuarto puesto en el torneo de San Petersburgo. En la decimonovena partida derrotó al futuro campeón del mundo, José Raúl Capablanca. Tarrasch tuvo que interrumpir su carrera ajedrecística para ejercer como médico durante la Primera Guerra Mundial y posteriormente perdería fuerza en sus actuaciones internacionales.
Finalmente, Tarrasch falleció en Núremberg el 17 de febrero de 1934.

## Estilo y legado

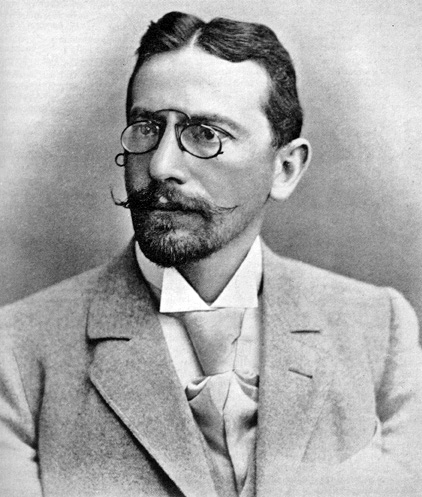
Siegbert Tarrasch.

Tarrasch jugó al ajedrez durante casi cincuenta años, destacando sobre todo en la década de 1890. Dejó su sistema de juego y sus ideas plasmados en varios libros. Tarrasch se convirtió en el principal exponente y desarrollador de la teoría que había ido planteando Steinitz. Desarrolló un juego posicional, considerado como la forma más cómoda de llegar a la victoria. Estos se basaban en la búsqueda de un desarrollo rápido, buena estructura de peones, seguridad del rey, piezas activas y mantener los dos alfiles. Esto se plasma en algunas partidas donde Tarrasch exhibe buenas maniobras posicionales junto con bellos remates.
Su estilo evolucionó hacia una postura muy metódica y estructurada. Daba gran importancia a la ventaja de espacio. Creía que las blancas deben buscar siempre la constricción y la ventaja de espacio, mientras que las negras deben buscar romper el juego a través de la actividad de sus piezas.
Con sus ideas, Tarrasch ideó dos sistemas de aperturas que llevan su nombre en la actualidad, las llamadas «variante Tarrasch» en la defensa francesa y en el gambito de dama declinado. Esta última variante fue especialmente destacada en el campeonato mundial de ajedrez de 1969, disputado entre Boris Spassky y Tigrán Petrosián. Ambas variantes siguen jugándose en la actualidad al máximo nivel.
Su estilo posicional sería posteriormente desarrollado por jugadores como el mencionado José Raúl Capablanca o el polaco Akiba Rubinstein.
Tarrasch pasó a la historia también por sus polémicas con Aron Nimzowitsch, uno de los precursores de la escuela hipermoderna.

## Vida personal
Tarrasch se convirtió al protestantismo en 1909.
Tuvo cinco hijos, de los cuales uno murió en la Primera Guerra Mundial.[cita requerida] Debido a su origen judío, tuvo que soportar el antisemitismo en las épocas tempranas del nazismo.

## Obras
- Trescientas partidas (Dreihundert Schachpartien)[1]
- El juego moderno del ajedrez (Die Moderne Schachpartie)[1]
- Ajedrez, su historia y su práctica[4]